# Donjet Shkodra
Donjet Shkodra (Pristina, 30 aprile 1989) è un calciatore kosovaro, centrocampista del Mandel Utd.

## Carriera
Il 3 gennaio 2018 viene acquistato a titolo definitivo dalla squadra albanese del Kukësi, con cui firma un contratto di un anno e mezzo con scadenza il 30 giugno 2019.

## Statistiche

### Presenze e reti nei club
Statistiche aggiornate al 20 ottobre 2018.
| Stagione               | Squadra                | Campionato             | Campionato | Campionato | Coppe nazionali | Coppe nazionali | Coppe nazionali | Coppe continentali | Coppe continentali | Coppe continentali | Altre coppe | Altre coppe | Altre coppe | Totale | Totale |
| Stagione               | Squadra                | Comp                   | Pres       | Reti       | Comp            | Pres            | Reti            | Comp               | Pres               | Reti               | Comp        | Pres        | Reti        | Pres   | Reti   |
| ---------------------- | ---------------------- | ---------------------- | ---------- | ---------- | --------------- | --------------- | --------------- | ------------------ | ------------------ | ------------------ | ----------- | ----------- | ----------- | ------ | ------ |
| 2008-2009              | Waregem                | D3                     | 0          | 0          | CB              | 0               | 0               | -                  | -                  | -                  | -           | -           | -           | 0      | 0      |
| 2009-2010              | Waregem                | D3                     | 0          | 0          | CB              | 0               | 0               | -                  | -                  | -                  | -           | -           | -           | 0      | 0      |
| Totale Waregem         | Totale Waregem         | Totale Waregem         | 0          | 0          |                 | 0               | 0               |                    | -                  | -                  |             | -           | -           | 0      | 0      |
| 2010-2011              | Wielsbeke              | D3                     | 27         | 4          | CB              | 0               | 0               | -                  | -                  | -                  | -           | -           | -           | 27     | 4      |
| 2011-2012              | Sint-Niklase           | D2                     | 2          | 0          | CB              | 0               | 0               | -                  | -                  | -                  | -           | -           | -           | 2      | 0      |
| 2012-2013              | Ronse                  | D3                     | 32         | 10         | CB              | 0               | 0               | -                  | -                  | -                  | -           | -           | -           | 32     | 10     |
| 2013-2014              | Eendracht Aalst        | D2                     | 32         | 4          | CB              | 1               | 0               | -                  | -                  | -                  | -           | -           | -           | 33     | 4      |
| 2014-2015              | Eendracht Aalst        | D2                     | 29         | 8          | CB              | 2               | 0               | -                  | -                  | -                  | -           | -           | -           | 31     | 8      |
| Totale Eendracht Aalst | Totale Eendracht Aalst | Totale Eendracht Aalst | 61         | 12         |                 | 3               | 0               |                    | -                  | -                  |             | -           | -           | 64     | 12     |
| 2015-2016              | Deinze                 | D2                     | 26         | 3          | CB              | 3               | 0               | -                  | -                  | -                  | -           | -           | -           | 29     | 3      |
| 2016-2017              | Flamurtari Valona      | KS                     | 26         | 9          | CA              | 4               | 2               | -                  | -                  | -                  | -           | -           | -           | 30     | 11     |
| 2017-gen. 2018         | Skënderbeu             | KS                     | 6          | 1          | CA              | 4               | 2               | UEL                | 5                  | 1                  | -           | -           | -           | 15     | 4      |
| gen.-giu. 2018         | Kukësi                 | KS                     | 20         | 2          | CA              | 4               | 0               | UCL                | -                  | -                  | SA          | -           | -           | 24     | 2      |
| 2018-2019              | Kukësi                 | KS                     | 6          | 0          | CA              | 1               | 0               | UCL+UEL            | 3+2                | 0                  | SA          | 0           | 0           | 12     | 0      |
| Totale Kukësi          | Totale Kukësi          | Totale Kukësi          | 26         | 2          |                 | 5               | 0               |                    | 5                  | 0                  |             | 0           | 0           | 36     | 2      |
| Totale carriera        | Totale carriera        | Totale carriera        | 206        | 41         |                 | 19              | 4               |                    | 10                 | 1                  |             | 0           | 0           | 235    | 46     |